# Leucophenga albifascia
Leucophenga albifascia är en tvåvingeart som beskrevs av Toyohi Okada 1966. Leucophenga albifascia ingår i släktet Leucophenga och familjen daggflugor.
Artens utbredningsområde är Nepal. Inga underarter finns listade i Catalogue of Life.